# Набиев, Бекир Ахмед оглы
Бекир Ахмед оглы Набиев (азерб. Bəkir Əhməd oğlu Nəbiyev; 21 августа 1930 — 15 марта 2012) — азербайджанский учёный, автор монографий, академик, директор Института литературы Национальной Академии наук Азербайджана.

## Биография
Родился 21 августа 1930 года в селе Учговаг Агдашского района. Является автором 40 книг и более чем 600 статей. Написал первую и пока единственную монографию о первом историке и критике Азербайджанской литературы Фиридун беке Кочарлинском (1863—1920). 
Ему удалось систематизировать и проанализировать богатейшие первоисточники, связанные с азербайджанской художественной мыслью периода Второй Мировой войны. В его трудах систематически разрабатывается классическое художественное наследие азербайджанского народа, литературные взаимосвязи, специфические особенности художественного творчества, мастерство в поэзии, вопросы индивидуального стиля и т.д.
Являлся членом Тюркского Международного Постоянного Съезда Языковедов и членом Энциклопедического общества 30-томной «Литературы тюркских стран».

## Награды
- Орден «Независимость» (14 декабря 2005) — за заслуги в развитии азербайджанской науки[3]
- Орден «Слава» (17 августа 2000) — за заслуги в развитии азербайджанского литературоведения[4]
- Орден Дружбы народов (1986)
- Государственная премия Азербайджанской Республики по науке, культуре и литературе (26 мая 2010) — за книгу «Гейдар Алиев и азербайджанская литература»[5]
- Заслуженный деятель науки Азербайджанской ССР (1990)
- Государственная премия Азербайджанской ССР (1978)
- Премия «Золотое перо» (1972)
- Почётный диплом Президента Азербайджанской Республики (19 августа 2010) — за заслуги в развитии литературоведческой науки в Азербайджане[6]
- Почётная грамота Президиума Верховного Совета Азербайджанской ССР (16 января 1981)[7]
- Персональная пенсия Президента Азербайджанской Республики (19 августа 2010) — за заслуги в развитии литературоведческой науки в Азербайджане[8]